# Trần Ngọc Triều
Trần Ngọc Triều (sinh ngày 15 tháng 12 năm 1952) là thẩm phán người Việt Nam. Ông từng giữ chức vụ Chánh án Tòa án nhân dân tỉnh Quảng Nam trong 16 năm (1997-2013). Ông là đảng viên Đảng Cộng sản Việt Nam.

## Tiểu sử
Trần Ngọc Triều sinh ngày 15 tháng 12 năm 1952, người dân tộc Kinh, quê quán tại xã Phú Thọ, huyện Quế Sơn, tỉnh Quảng Nam.
Ông có bằng Cử nhân Luật.
Trần Ngọc Triều từng giữ chức vụ Chánh án Tòa án nhân dân tỉnh Quảng Nam, Bí thư Ban cán sự Đảng Cộng sản Việt Nam Tòa án nhân dân tỉnh Quảng Nam.
Tháng 1 năm 2013, ông nghỉ hưu theo chế độ sau 16 năm làm Chánh án Tòa án nhân dân tỉnh Quảng Nam, thay thế ông làm Chánh án là Phó Chánh án Trương Trọng Tiến, sinh năm 1962.